# Pescaglia
Pescaglia is een gemeente in de Italiaanse provincie Lucca (regio Toscane) en telt 3762 inwoners (31-12-2004). De oppervlakte bedraagt 70,4 km², de bevolkingsdichtheid is 53 inwoners per km².

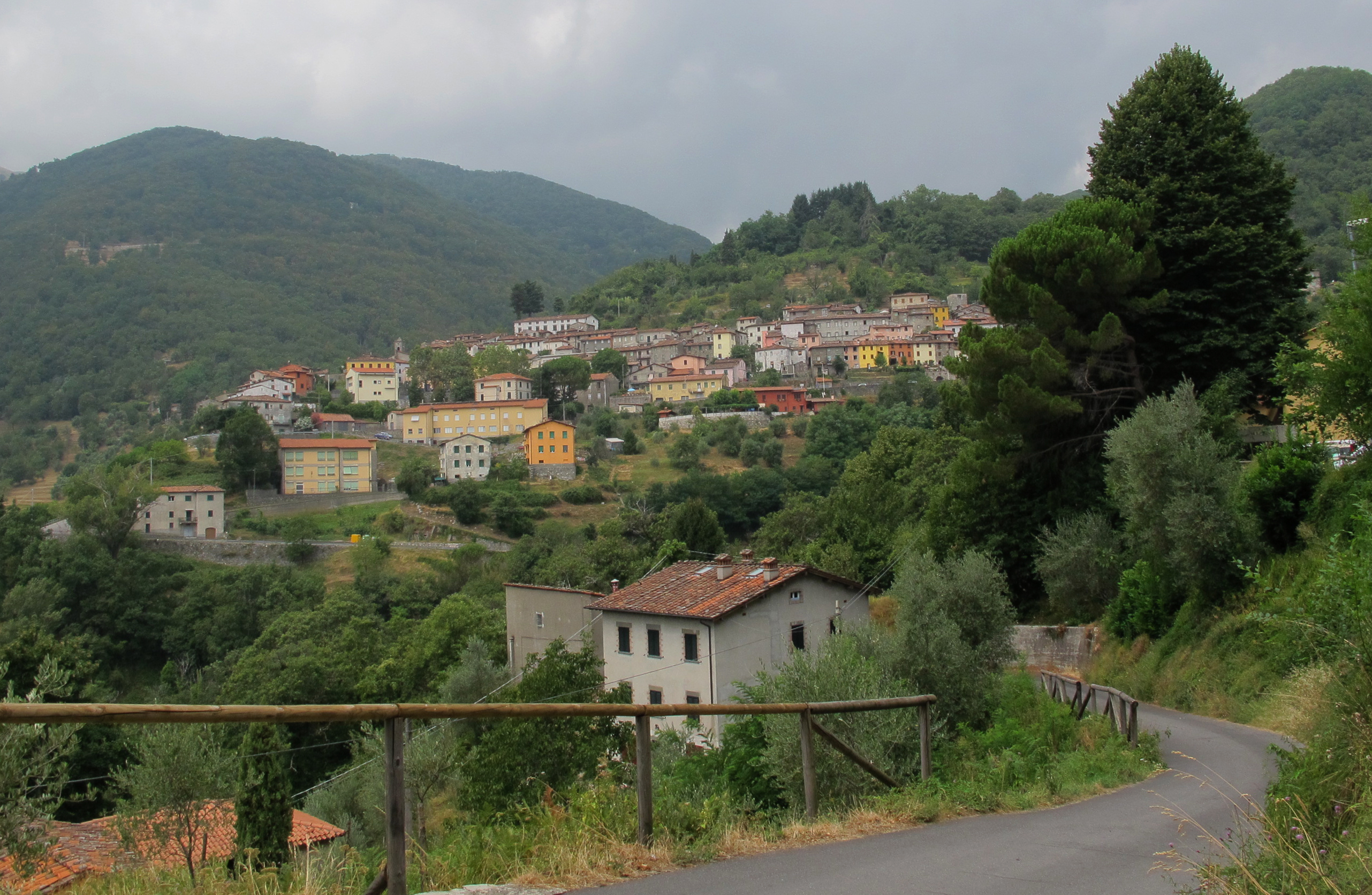
Pescaglia
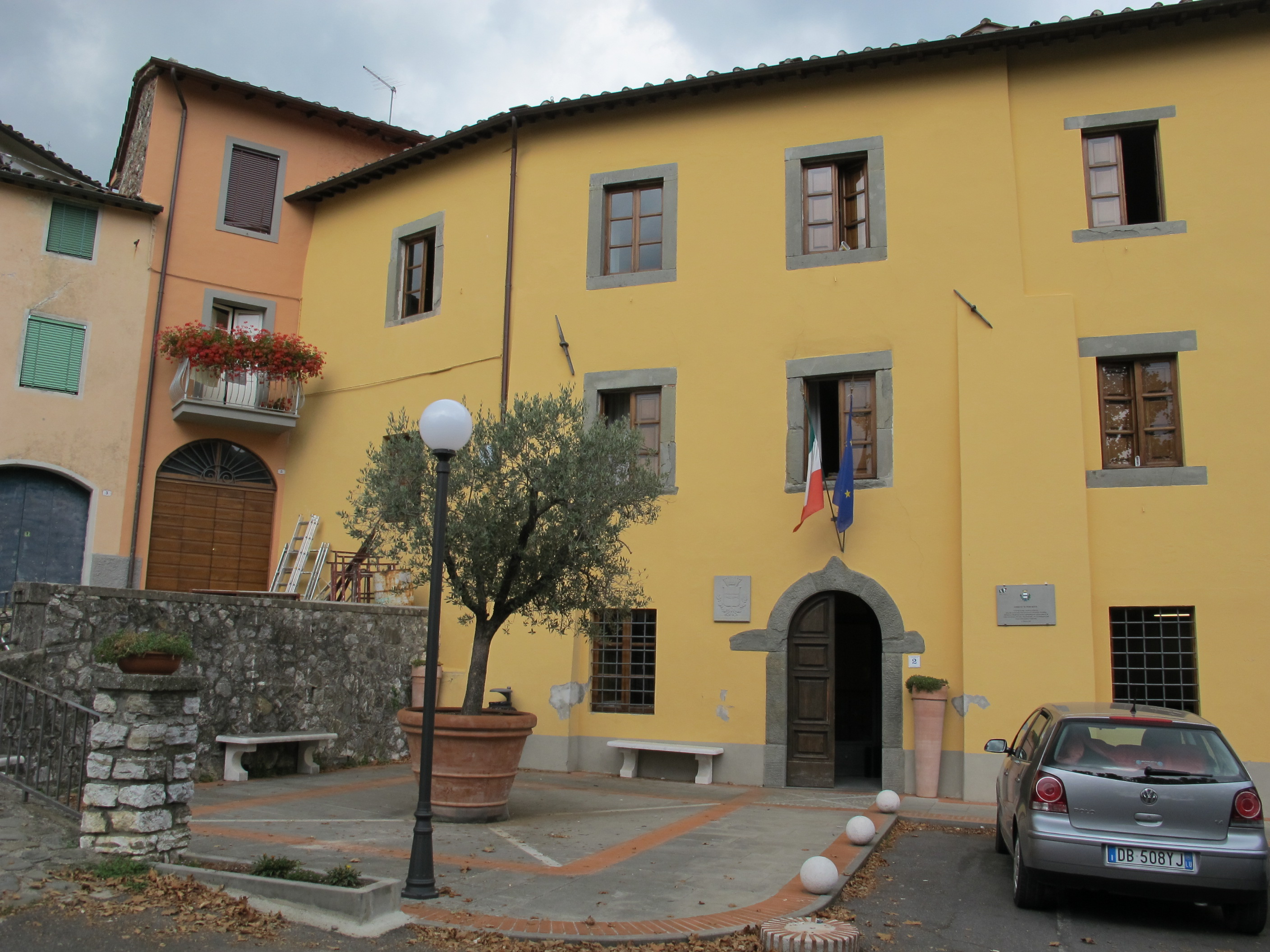
Gemeentehuis
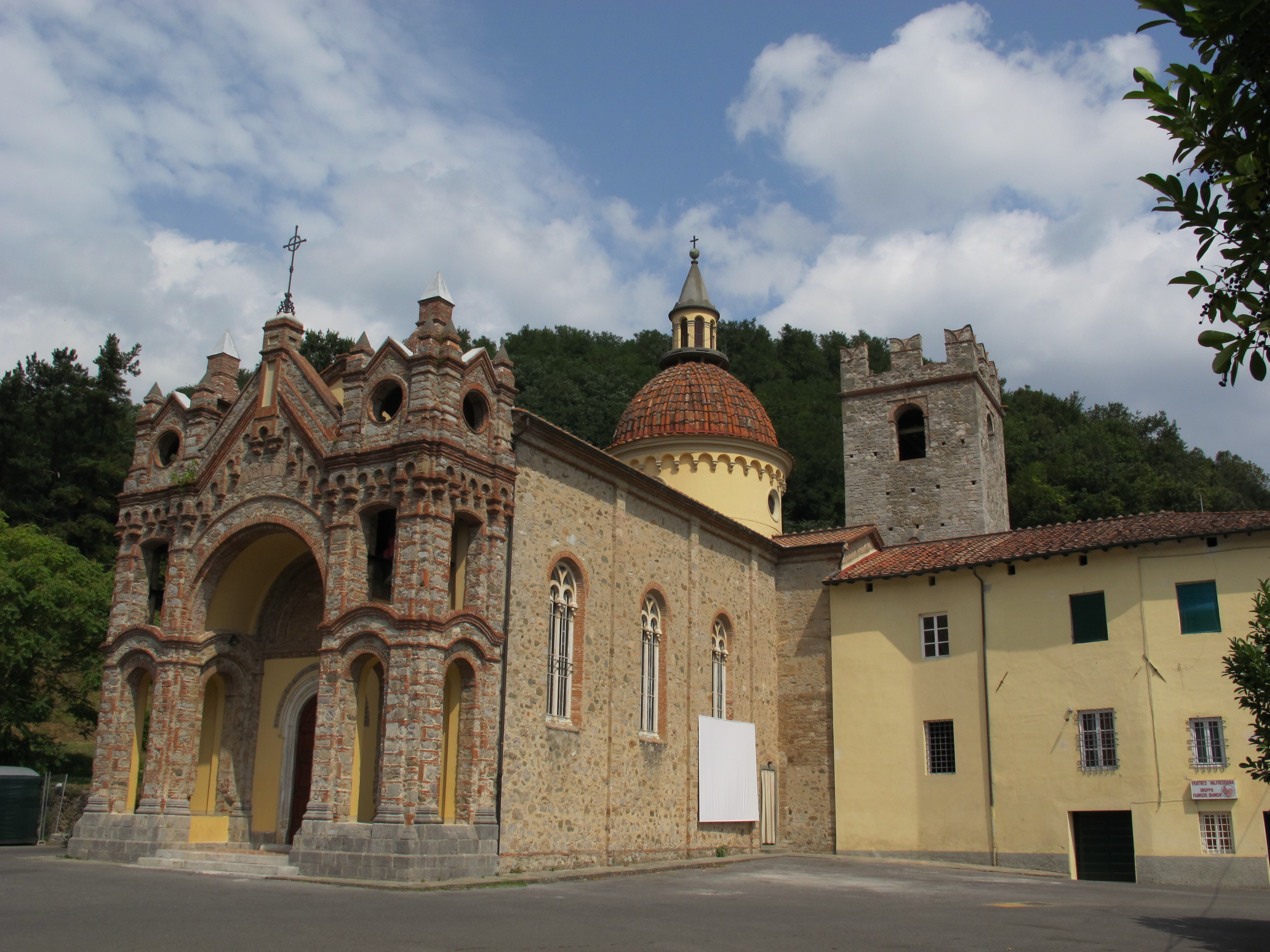
San Martino in Freddana, Pescaglia
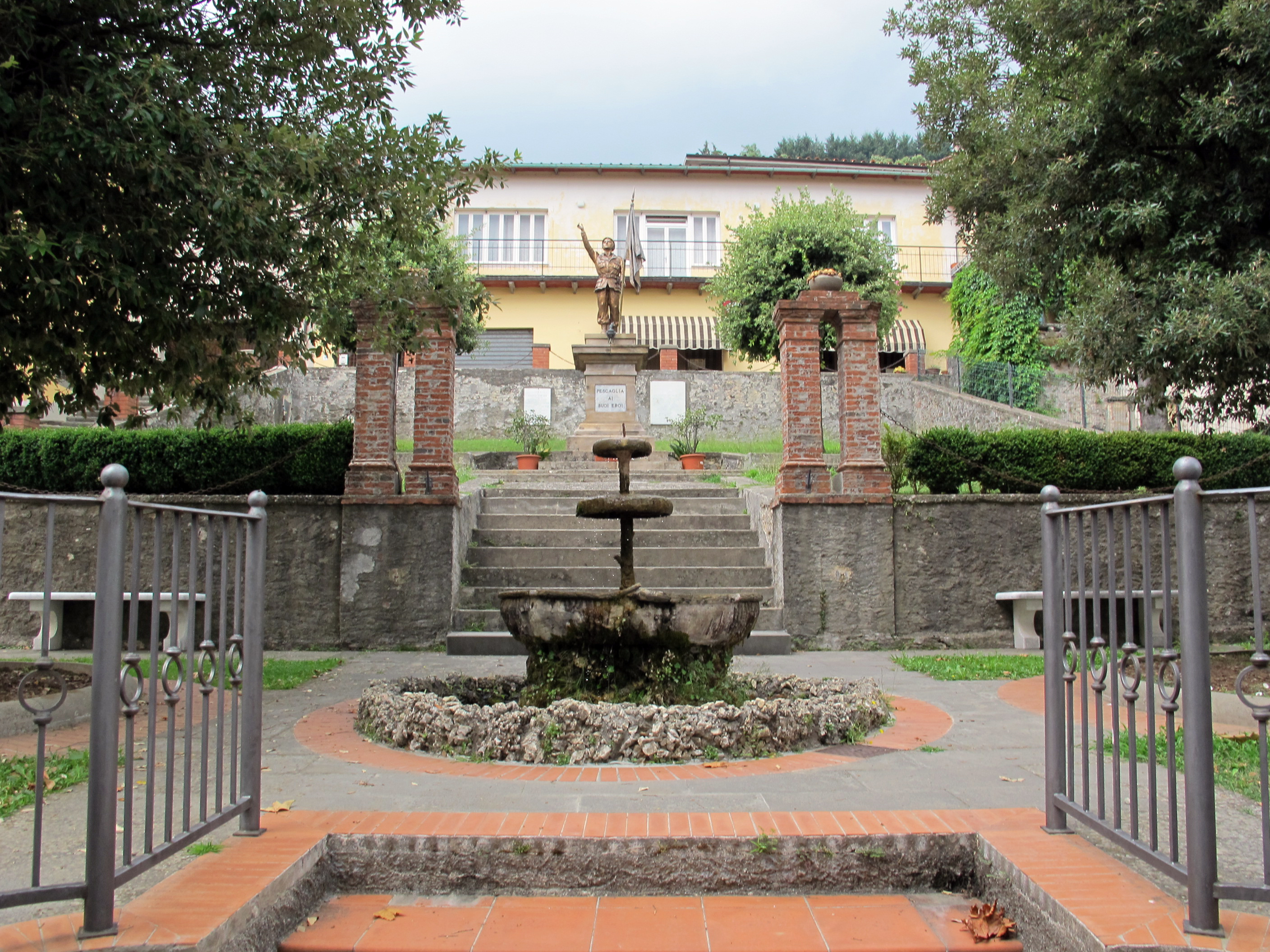
Oorlogsmonument

## Demografie
Pescaglia telt ongeveer 1472 huishoudens. Het aantal inwoners daalde in de periode 1991-2001 met 1,2% volgens cijfers uit de tienjaarlijkse volkstellingen van ISTAT.
| Jaar | Inwoneraantal |
| ---- | ------------- |
| 1991 | 3762          |
| 2001 | 3718          |

## Geografie
De gemeente ligt op ongeveer 504 m boven zeeniveau.
Pescaglia grenst aan de volgende gemeenten: Borgo a Mozzano, Camaiore, Fabbriche di Vallico, Lucca, Stazzema, Vergemoli.
Altopascio · Bagni di Lucca · Barga · Borgo a Mozzano · Camaiore · Camporgiano · Capannori · Careggine · Castelnuovo di Garfagnana · Castiglione di Garfagnana · Coreglia Antelminelli · Fabbriche di Vallico · Forte dei Marmi · Fosciandora · Gallicano · Giuncugnano · Lucca · Massarosa · Minucciano · Molazzana · Montecarlo · Pescaglia · Piazza al Serchio · Pietrasanta · Pieve Fosciana · Porcari · San Romano in Garfagnana · Seravezza · Sillano · Stazzema · Vagli Sotto · Vergemoli · Viareggio · Villa Basilica · Villa Collemandina
1. ↑  https://demo.istat.it/?l=it.